# La Rose de Büyükada
La Rose de Büyükada est un roman de Clément Lépidis publié en 1963 aux éditions Julliard et ayant reçu le Prix des Deux Magots l'année suivante.

## Éditions
- La Rose de Büyükada, éditions Julliard, 1963.